# Itália (província romana)

Mapa do Império Romano em 117 com a Itália em destaque.

Os romanos usavam o termo Itália (em latim Italia), durante o período histórico da República, para referir-se ao território da península Itálica, do rio Rubicão até a Calábria. 
Durante a República e parte do Império, a Itália não era considerada uma província romana, e sim o território da cidade de Roma, detendo, portanto, um status especial: por exemplo, aos generais romanos era proibido entrar na Itália acompanhados de seus exércitos - foi a travessia do Rubicão por Júlio César, juntamente com suas tropas, que marcou o início da guerra civil.
O significado geográfico preciso da designação Itália variou com o tempo. Segundo Estrabão (Geografia, v 1), de início o nome indicava o território entre o estreito de Messina e uma linha traçada entre o golfo de Salerno e o golfo de Taranto; posteriormente, o conceito geográfico de Itália foi ampliado de modo a incluir a península Itálica em sua totalidade, bem como a cidade ístria de Pola (a atual Pula, na Croácia). Finalmente, quando Júlio César outorgou a cidadania romana aos habitantes da Gália Transpadana (i.e., a porção da Gália Cisalpina além o Pó), a Itália passou a estender-se até os Alpes.
Com o término da Guerra Social (91–88 a.C.), Roma absorveu os aliados itálicos, com plenos direitos, na sociedade romana, atribuindo a todos os povos itálicos a cidadania romana.

## Regiões augustas

Etapas da conquista romana da Itália.

No início do período da República, a Itália era um conjunto de territórios com diferentes estatutos. Algumas cidades, chamadas municípios, gozavam de certa independência de Roma, enquanto que outras, as colônias, haviam sido fundadas pelos próprios romanos. Durante o Império, cerca de 7 d.C., Augusto dividiu a Itália em onze regiões, conforme relata Plínio, o Velho (Naturalis Historia, iii 46):
- I Região Lácio e Campânia
- II Região Apúlia e Calábria
- III Região Lucânia e Brúcio
- IV Região Sâmnio
- V Região Piceno
- VI Região Úmbria e Campo Gálico
- VII Região Etrúria
- VIII Região Emília
- IX Região Ligúria
- X Região Venécia e Ístria
- XI Região Transpadana

O território italiano foi beneficiado por Augusto e seus sucessores com a construção, dentre outras estruturas públicas, de uma extensa rede de estradas. A economia italiana floresceu, com um crescimento considerável da agricultura, da manufatura e das exportações para outras províncias. A população italiana aumentou, como demonstram os três censos de cidadãos do sexo masculino na Itália determinados por Augusto: 4 063 000 em 28 a.C., 4 233 000 em 8 a.C. e 4 937 000 em 14 d.C.. Incluídas as mulheres e crianças, a população total da Itália no século I d.C. era de cerca de 10 milhões de pessoas.
Quando a cidadania romana foi estendida a todo o império, a Itália entrou numa trajetória de declínio, em favor de províncias mais ricas. Ademais, sofreu com os ataques bárbaros do fim do século III (Crise do terceiro século).

## A Itália e a reorganização do Império Romano
Diocleciano redividiu administrativamente o império em quatro prefeituras pretorianas. A prefeitura pretoriana da Itália, governada pelo augusto do Ocidente, era por sua vez subdividida em duas dioceses, cada uma repartida em territórios menores:
A Itália Suburbicária (Italia suburbicaria - "sob o governo da cidade [de Roma]"):
- Apúlia e Calábria
- Campânia
- Córsega (Corsica)
- Lucânia e Brúcio
- Piceno Suburbicário (Picenum Suburbicarium)
- Sâmnio
- Sardenha (Sardinia)
- Sicília
- Túscia e Úmbria
- Valéria Suburbicária

A Itália Anonária (Italia annonaria), cuja capital era Mediolano (moderna Milão):
- Alpes Cócios (Alpes Cottiae)
- Flamínia E Piceno Anonário (Flaminia et Picenum Annonarium)
- Ligúria e Emília (Liguria et Aemilia)
- Récia I (Raetia)
- Récia II
- Venécia e Ístria (Venetia et Istria)

As antigas províncias dos Alpes Peninos e Alpes Marítimos passaram a integrar a Diocese das Gálias.

## A Itália e o fim do Império do Ocidente
Quando a ameaça bárbara se tornou mais aguda, os imperadores viram-se forçados a mudar a capital de Roma para o norte da Itália e, por vezes, para as províncias, o que acelerou o declínio da península. Em 330, Constantino I mudou a capital do império para Constantinopla, juntamente com a corte, a administração econômica e as estruturas militares.
Após a morte de Teodósio I (395), a Itália foi deixada a cargo do Império Romano do Ocidente. Com as invasões bárbaras, mudou-se a capital do império de Mediolano (a atual Milão) para Ravena em 402. Alarico I, rei dos visigodos, saqueou Roma em 410 (o primeiro saque da cidade em sete séculos) enquanto o norte da Itália foi atacado pelos hunos.
Com os imperadores sob o controle de seus generais bárbaros, o governo imperial encontrava dificuldades para impor-se na Itália. Em 476, com a deposição de Rômulo Augusto e o fim do Império Romano do Ocidente, a Itália permaneceu unida sob o governo de Odoacro, rei dos hérulos.

## Eventos posteriores
Em 488, o rei ostrogodo Teodorico, o Grande (r. 493–526) venceu Odoacro em Aquileia e conquistou a região. Em 534, o imperador bizantino Justiniano I (r. 527–565) travou uma guerra de mais de duas décadas com os ostrogodos (Guerra Gótica) até por fim vencê-los. Em 568, os lombardos, comandados por Alboíno invadiram a península Itálica vindos da Panônia e o domínio sobre a península foi disputado com o Império Bizantino. Em 756, sugiram os Estados Pontifícios, disputando o domínio territorial com os lombardos e com os bizantinos. A fragmentação territorial da península Itálica perdurou até a proclamação do Reino de Itália em 1861.